# Lijst van vliegdekschepen
De lijst van vliegdekschepen bevat alle vliegdekschepen, alfabetisch genoemd bij naam.

De schepen in vet zijn momenteel in actieve dienst.

## A
- Abraham Lincoln ( United States Navy): Nimitzklasse kernaangedreven supercarrier; in dienst genomen in 1989; momenteel[(sinds) wanneer?] in dienst.
- Activity ( Royal Navy): Escort klasse vliegdekschip; omgebouwd vrachtschipromp; diende in WOII
- Admiraal Gorshkov ( Marine van de Sovjet-Unie -  Russische Marine): Kiev klasse hybride vliegtuigdragende kruiser; in dienst genomen in 1982 als Bakoe, hernoemd in 1990, en uit dienst in 1996; verkocht aan India en herdoopt in INS Vikramaditya
- Admiral Flota Sovetskogo Soyuza Kuznetsov ( Russische Marine): Admiraal Kuznetsov klasse STOBAR vliegdekschip; te water gelaten in 1985 als Tbilisi; hernoemd en operationeel vanaf 1995; momenteel[(sinds) wanneer?] in dienst
- Akagi ( Japanse Keizerlijke Marine): vloots vliegdekschip; omgebouwde Amagi klasse slagkruiser; in dienst genomen in 1927; gezonken in 1942
- Akitsu Maru ( Japanse Keizerlijke Marine) te water gelaten 24 november 1941 tot zinken gebracht door USS Hake 12 Jan. 1944
- Albatross ( Royal Australian Navy): watervliegtuigschip in dienst van 1928 tot 1933
- Altamaha ( United States Navy): Bogue klasse escorte vliegdekschip; in dienst genomen in 1942 en direct overgedragen aan het Verenigd Koninkrijk als HMS Battler
- Amagi ( Japanse Keizerlijke Marine): Unryū klass lichte vloot vliegdekschip; gebouwd in 1944; gezonken in 1945
- America ( United States Navy): Kitty Hawk klasse supercarrier; in dienst van 1965 tot 1996
- Andrea Doria (schip) Italiaans moederschip voor helikopters
- Antietam ( United States Navy): Ticonderogaklasse vloot vliegdekschip, in dienst van 1945 tot 1963
- Aquila ( Marina Militare): Omgebouwd passagiersschip Roma bouw begonnen in 1941; bouw gestopt in 1943; afgebroken in de jaren 1950
- Archer ( Royal Navy): Long Island klasse escorte vliegdekschip; in dienst genomen in 1941; werd Empire Lagan vliegtuig veerboot in 1944; keerde terug naar de Verenigde Staten in 1946
- Ark Royal ( Royal Navy): Vloot vliegdekschip in dienst vanaf 1939; gezonken in 1941
- Ark Royal ( Royal Navy): Audacious klasse vliegdekschip in dienst van 1955 tot 1978
- Ark Royal ( Royal Navy): Invincible klasse STOVL vliegdekschip in dienst sinds 1985
- Arromanches: ( Franse marine): Colossusklasse licht vliegdekschip in dienst van 1946 tot 1974
- Attacker ( Royal Navy): Bogue klasse escorte vliegdekschip; voormalige USS Barnes; in dienst van 1942 tot 1946 toen teruggezonden
- Avenger ( Royal Navy): gezonken in 1942

## B
- Bakoe ( Marine van de Sovjet-Unie): 42.000 ton Kiev klasse hybride vliegtuigdragende kruiser. In dienst genomen in 1982 en hernoemd Admiraal Gorshkov op 4 oktober 1990.
- Barnes ( United States Navy): 14.400 ton Bogue klasse escorte vliegdekschip, in dienst genomen op 30 september 1942 en direct overgedragen aan het Verenigd Koninkrijk als HMS Attacker.
- Bataan ( United States Navy): 11.000 Independence klasse licht vliegdekschip, in dienst van 17 november 1943 tot 9 april 1954.
- Battler ( Royal Navy): 14.400 ton Bogue klasse escorte vliegdekschip, voormalige USS Altamaha, in dienst van 31 oktober 1942 tot 12 februari 1946 en toen teruggekeerd naar Verenigde staten
- Béarn ( Franse marine): Omgebouwde Normandie klasse slagschip in dienst van 1927 tot 1948
- Belleau Wood ( United States Navy): 11.000 ton Independence klasse licht vliegdekschip, in dienst van 31 maart 1943 tot 13 januari 1947, later overgedragen aan Frankrijk als Bois Belleau.
- Bennington ( United States Navy): 27.100 ton Essexklasse vloot vliegdekschip, in dienst van 6 augustus 1944 tot 15 januari 1970.
- Biter ( Royal Navy): Charger klasse escorte vliegdekschip in dienst van 1940 tot 1945
- Block Island ( United States Navy): 9800 ton Bogue klasse escorte vliegdekschip. In dienst vanaf 8 maart 1943 en gezonken op 29 mei 1944.
- Bogue ( United States Navy): 9800 ton Bogue klasse escorte vliegdekschip. In dienst genomen op 26 september 1942.
- Bon Homme Richard ( United States Navy): 27.100 ton Essexklasse vloot vliegdekschip, in dienst van 26 november 1941 tot 2 juli 1971.
- Bonaventure ( Royal Canadian Navy,  Royal Canadian Navy): 16.000 ton Majesticklasse licht vliegdekschip. Aangekocht van het Verenigd Koninkrijk als de incomplete HMS Powerful na 1950, in dienst 15 januari 1957, uit dienst 3 juli 1970, en afgebroken in 1971.
- Boxer ( United States Navy): 27.100 ton Ticonderogaklasse vloot vliegdekschip, in dienst van 16 april 1945 tot 1 december 1969.
- Bunker Hill ( United States Navy): 27.100 ton Essexklasse vloot vliegdekschip, in dienst van 24 mei 1943 tot 9 januari 1947.

## C
- Cabot ( United States Navy): Independence klasse licht vliegdekschip; in dienst van 1943 tot 1955; overgedragen aan Spanje als Dédalo
- Campania ( Royal Navy)
- Campinas ( Franse marine): Watervliegtuig carrier; gelanceerd in 1896 en omgebouwd van een koopvaardijschip in 1915; lot onbekend
- Carl Vinson ( United States Navy): Nimitzklasse kernaangedreven supercarrier; in dienst vanaf 1982; momenteel[(sinds) wanneer?] in dienst
- Casablanca ( United States Navy): Casablanca klasse escorte vliegdekschip; in dienst van 1943 tot 1946
- Cavour ( Marina Militare): V/STOL vliegdekschip; voormalige Andrea Dorea; geplande indienststelling in 2008
- Chakri Naruebet ( Koninklijke Thaise Marine): Aangepaste Principe de Asturias V/STOL vliegdekschip; in dienst vanaf 10 augustus 1997; momenteel[(sinds) wanneer?] in dienst
- Charles De Gaulle ( Franse marine): kernaangedreven vliegdekschip in dienst vanaf 2001
- Chitose ( Japanse Keizerlijke Marine): gezonken in 1944.
- Chiyoda ( Japanse Keizerlijke Marine)
- Chuyo ( Japanse Keizerlijke Marine)
- Clemenceau (R 98) ( Franse marine): Clemenceau klasse vliegdekschip in dienst van 1961 tot 1997
- Colossus ( Royal Navy): Colossus klasse vliegdekschip
- Commandant Teste ( Franse marine): watervliegtuig tender en vliegtuig transport in dienst van 1932 tot 1942
- Commencement Bay ( United States Navy): Commencement Bay klasse escorte vliegdekschip
- Constellation ( United States Navy): Kitty Hawk klasse supercarrier; in dienst van 1961 tot 2003
- Courageous ( Royal Navy): gezonken in 1939
- Coral Sea ( United States Navy): Midway klasse vloot vliegdekschip; in dienst van 1947 tot 1990
- Cowpens ( United States Navy): Independence klasse licht vliegdekschip; in dienst van 1943 tot 1947

## D
- Dasher ( Royal Navy): 8200 ton vliegdekschip, gezonken op 27 maart 1943
- Dedalo ( Spaanse Marine, 1918): ex-Britse koopvaarder Neuenfels omgebouwd tot watervliegtuig carrier, verkocht aan Spanje op 22 oktober 1918) - gezonken op 18 juli 1937
- Dédalo ( Spaanse Marine, 1967): 11.000 ton Independence klasse licht vliegdekschip, voormalige USS Cabot, diende van 1967 tot augustus 1989.co
- Dixmude ( Franse marine): Charger klasse licht vliegdekschip in dienst van 1945 tot 1966
- Dwight D. Eisenhower ( United States Navy): 104.000 ton Nimitzklasse kernaangedreven supercarrier in actieve dienst vanaf 18 oktober 1977.

## E
- Eagle ( Royal Navy): Vliegdekschip, gezonken in 1942
- Eagle ( Royal Navy): Audacious klasse vliegdekschip in dienst van 1951 tot 1972
- Empire MacAlpine ( Royal Navy): Merchant Aircraft Carrier omgebouwd van een graantransporter
- Enterprise ( United States Navy): Yorktown klasse vloot vliegdekschip in dienst van 1938 tot 17 februari 1947
- Enterprise ( United States Navy): Unieke kernaangedreven supercarrier in dienst sinds 1961
- Essex ( United States Navy): Essexklasse vliegdekschip in dienst van 1942 tot 1969
- Europa ( Kriegsmarine): Omgebouwd koopvaardijschip, geannuleerd tijdens conversie in 1942
- Europa ( Marina Militare): (1895) (koopvaarder omgebouwd tot watervliegtuig carrier) gesloopt in 1920

## F
- Flugzeugträger B ( Kriegsmarine): Graf Zeppelin klasse vliegdekschip; kiel gelegd in 1938; afgeblazen in 1939 en gesloopt in 1940
- Foch ( Franse marine): Clemenceau klasse vliegdekschip; in dienst van 1963 tot 2000; verkocht aan Brazilië als NAeL São Paulo
- Forrestal ( United States Navy): Forrestalklasse supercarrier, in dienst van 1955 tot 1993
- Foudre ( Franse marine): Watervliegtuig carrier; gesloopt in 1921
- HMS Formidable (R67) Brits vliegdekschip in de Tweede Wereldoorlog
- Franklin ( United States Navy): Essexklasse vloot vliegdekschip, in dienst van 1944 tot 1947
- Franklin D. Roosevelt ( United States Navy): Midway klasse vloot vliegdekschip, in dienst van 1945 tot 1977
- Fujian (schip, 2022) ( Volksbevrijdingsleger Marine) supervliegdekschip van 100.000 ton deplacement
- Furious ( Royal Navy)

## G
- Gadila (schip, 1935) Nederlands vliegdekschip tijdens de Tweede Wereldoorlog
- USS Gambier Bay ( United States Navy): Casablanca klasse escorte vliegdekschip, in dienst genomen in 1943 en gezonken in 1944
- George H. W. Bush ( United States Navy): 104.000 ton Nimitzklasse kernaangedreven supercarrier in aanbouw, kiellegging 6 december 2005.
- George Washington ( United States Navy): 104.000 ton Nimitzklasse kernaangedreven supercarrier in actieve dienst sinds 4 juli 1992.
- Georges Pompidou ( Franse marine): (vermoedelijke naam) aangepaste versie van UK CVF design
- Giuseppe Garibaldi (C 551) ( Marina Militare): (1983) - vlootvlaggenschip
- Giuseppe Miraglia ( Marina Militare): (1923) (watervliegtuig-carrier) BU 1950
- Glorious ( Royal Navy): 22.500 ton vliegdekschip, gezonken 8 juni 1940
- Graf Zeppelin ( Kriegsmarine): (1938) (niet afgebouwd) - toegeëigend door de USSR in april 1945 maar niet als vliegdekschip gebruikt. Gezonken na gebruik als doelschip door de USSR in augustus 1947.

## H
- Hancock ( United States Navy): 27.100 ton Ticonderogaklasse vloot vliegdekschip, in dienst van 15 april 1944 tot 30 januari 1976.
- Harry S. Truman ( United States Navy): 104.000 ton Nimitzklasse kernaangedreven supercarrier in actieve dienst sinds 25 juli 1998.
- Hermes ( Royal Navy): 10.850 ton vliegdekschip, gezonken 9 april 1942
- Hermes ( Royal Navy) (1959): Centaurklasse vliegdekschip gebouwd in 1944-1959. In dienst tot 1984 bij de Royal Navy, daarna overgedragen aan India als Viraat
- Hiyō ( Japanse Keizerlijke Marine) te water gelaten 24 juni 1941 en in dienst vanaf 31 juli 1942 gezonken 21 juni 1944
- Hiryū ( Japanse Keizerlijke Marine)
- Hornet CV-8 ( United States Navy): 25.600 ton Yorktown klasse vloot vliegdekschip, in dienst gesteld op 20 oktober 1941 en gezonken op 27 oktober 1942.
- Hornet CV-12 ( United States Navy): 27.100 ton Essexklasse vloot vliegdekschip, in dienst van 29 november 1943 tot 26 juni 1970.
- Hōshō ( Japanse Keizerlijke Marine)

## I
- Illustrious ( Royal Navy): 23.000 ton Illustrious klasse vliegdekschip, uit dienst in 1954.
- Illustrious ( Royal Navy): 20.600 ton Invincible klasse vliegdekschip in dienst sinds 20 juni 1982.
- Independence ( United States Navy): 11.000 ton Independence klasse licht vliegdekschip, in dienst van 14 januari 1943 tot 28 augustus 1946.
- Independence ( United States Navy): 81.100 ton Forrestal klasse supercarrier, in dienst van 10 januari 1959 tot 30 september 1998.
- Independencia ( Argentijnse marine): 18.300 ton Colossus klasse vliegdekschip. Gekocht als HMS Warrior van het Verenigd Koninkrijk in 1958 en uit dienst in 1970, gesloopt.
- Intrepid ( United States Navy): 27.100 ton Essexklasse vloot vliegdekschip, in dienst van 16 augustus 1943 tot 15 maart 1974.
- Invincible ( Royal Navy): 20.600 ton Invincible klasse vliegdekschip in dienst van 11 juli 1980 tot 3 augustus 2005.
- Iwo Jima ( United States Navy): 27.100 ton Ticonderogaklasse vloot vliegdekschip, bouw afgeblazen op 12 augustus 1945 en gesloopt.

## J
- Jeanne d'Arc (schip, 1964) Frans moederschip voor helikopters
- Joffre ( Franse marine): Joffre klasse vloot vliegdekschip nooit afgebouwd
- John C. Stennis ( United States Navy): Nimitzklasse kernaangedreven supercarrier in dienst sinds 1995
- John F. Kennedy ( United States Navy): aangepaste Kitty Hawk klasse supercarrier in dienst van 1968 tot 23 maart 2007
- Juan Carlos I (L61) ( Spaanse Marine): Amfibisch aanvalsschip; bouw begonnen in 2005; geplande lancering in 2007; in dienst in 2008
- Junyō ( Japanse Keizerlijke Marine)

## K
- Kaga ( Japanse Keizerlijke Marine)
- Kaiyo ( Japanse Keizerlijke Marine)
- Hr.Ms. Karel Doorman ( Koninklijke Marine): (ex-Britse HMS Nairana, geleend in 1946) - teruggegeven aan de Royal Navy in 1948
- Hr.Ms. Karel Doorman ( Koninklijke Marine): (ex-Britse HMS Venerable) - verkocht aan Argentinië in 1968
- Katsuragi ( Japanse Keizerlijke Marine)
- Kearsarge ( United States Navy): 27.100 ton Ticonderogaklasse vloot vliegdekschip, in dienst van 2 maart 1946 tot 13 februari 1970.
- Kiev ( Marine van de Sovjet-Unie): (1972) verkocht in 2000 aan India
- Kitty Hawk ( United States Navy): 60.000 ton Kitty Hawk klasse supercarrier in actieve dienst sinds 21 april 1961.
- Kumano Maru ( Japanse Keizerlijke Marine)

## L
- La Fayette ( Franse marine): 11.000 ton Independence klasse licht vliegdekschip, voormalige USS Langley, in dienst van 1951 tot 1963.
- Lake Champlain ( United States Navy): 27.100 ton Ticonderogaklasse vloot vliegdekschip, in dienst van 3 juni 1945 tot 2 mei 1966.
- Langley ( United States Navy): 11.500 ton licht vliegdekschip en watervliegtuig tender, in dienst van 20 maart 1922, gezonken op 27 februari 1942.
- Langley ( United States Navy): 11.000 ton Independence klasse licht vliegdekschip, in dienst van 31 augustus 1943 tot 11 februari 1947, later overgedragen aan Frankrijk als La Fayette.
- Leningrad ( Marine van de Sovjet-Unie)
- Lexington ( United States Navy): 33.000 ton Lexingtonklasse vloot vliegdekschip, in dienst vanaf 14 december 1927, gezonken op 8 mei 1942.
- Lexington ( United States Navy): 27.100 ton Essexklasse vloot vliegdekschip, in dienst van 17 februari 1943 tot 8 november 1991.
- Leyte ( United States Navy): 27.100 ton Ticonderogaklasse vloot vliegdekschip, in dienst van 11 april 1946 tot 15 mei 1959.
- Liaoning Chinees vliegdekschip op basis van Oekraïens chassis
- Long Island ( United States Navy): 13.500 ton Long Island klasse escorte vliegdekschip, in dienst van 2 juni 1941 tot 26 maart 1946.

## M
- Macoma (schip, 1936) Nederlands vliegdekschip tijdens de Tweede Wereldoorlog
- Magnificent ( Royal Canadian Navy in dienst van 1946 tot 1956 en teruggegeven aan de Royal Navy in 1957 en in reserve geplaatst; gestript in 1965 en vervolgens gesloopt
- Melbourne ( Royal Australian Navy): Majestic klasse vliegdekschip in dienst van 1955 to 1982
- Midway ( United States Navy): Midway klasse vliegdekschip, in dienst van 1945 tot 1992; nu[(sinds) wanneer?] een museumschip
- Minas Gerais ( Braziliaanse marine): Colossus klasse licht vliegdekschip, in dienst van 1960 tot 2001
- Minsk ( Marine van de Sovjet-Unie): In dienst vanaf 1975; gesleept naar Volksrepubliek China in 1998 voor gebruik als casino
- Mistral ( Franse marine): Amfibische aanvals helikopter carrier; in dienst sinds 2005
- Monterey ( United States Navy): Independence klasse licht vliegdekschip; in dienst van 1943 tot 1956
- Moskva ( Marine van de Sovjet-Unie)
- Myoho ( Japanse Keizerlijke Marine)

## N
- HMCS Nabob ( Royal Canadian Navy): In dienst van 1943 tot 1944 - verkocht als schroot in Taiwan omstreeks 1977
- Nairana ( Royal Navy): 11.420 ton vliegdekschip
- Nigitsu Maru ( Japanse Keizerlijke Marine)
- Nimitz ( United States Navy): 104.000 ton Nimitzklasse kernaangedreven supercarrier in actieve dienst sinds 3 mei 1975.
- Nord ( Franse marine): (koopvaarder omgebouwd tot watervliegtuig vliegdekschip) lot onbekend (1898)
- Novorossiysk ( Marine van de Sovjet-Unie): (1978) verkocht als schroot in 1997 aan Zuid-Korea

## O
- Onuyo ( Japanse Keizerlijke Marine): 17.830 ton vliegdekschip
- Oeljanovsk ( Marine van de Sovjet-Unie) Niet afgebouwd en als schroot verkocht in 1992. Een zusterschip was waarschijnlijk gepland.
- Oriskany ( United States Navy): 27.100 ton Essexklasse vloot vliegdekschip, in dienst van 25 september 1950 tot 30 september 1975, afgezonken als rif 17 mei 2006, Florida.

## P
- Painleve ( Franse marine): geplande Joffre klasse vloot vliegdekschip nooit neergelegd
- Pas-de-Calais (1898) (koopvaarder omgebouwd tot watervliegtuig carrier) lot onbekend
- PH 75 ( Franse marine): gepland kernaangedreven amfibissch aanvalsschip, nooit neergelegd
- Philippine Sea ( United States Navy): Ticonderogaklasse vloot vliegdekschip, in dienst van 1946 tot 1958
- Powerful ( Royal Navy): Majestic klasse vliegdekschip
- Princeton ( United States Navy): Independence klasse licht vliegdekschip, in dienst genomen in 1943 en gezonken in 1944
- Princeton ( United States Navy): Ticonderogaklasse vliegdekschip, in dienst van 1945 tot 1970
- Principe de Asturias ( Spaanse Marine): STOL vliegdekschip in dienst sinds 1988
- Puncher ( Royal Navy): Bogue klasse escorte vliegdekschip in dienst van 1944 tot 1946

## Q
- HMS Queen Elizabeth (R08) nieuw groot Brits vliegdekschip in aanbouw

## R
- Randolph ( United States Navy): 27.100 ton Ticonderogaklasse vloot vliegdekschip, in dienst van 9 oktober 1944 tot 13 februari 1969.
- Ranger ( United States Navy): 14.500 ton vliegdekschip, in dienst van 4 juni 1934 tot 18 oktober 1946, verkocht als schroot.
- Ranger ( United States Navy): 81.100 ton Forrestal klasse supercarrier, in dienst van 10 augustus 1957 tot 10 juli 1993.
- Reprisal ( United States Navy): 27.100 ton Ticonderogaklasse vloot vliegdekschip, neergelegd 1 juli 1944 maar geannuleerd 12 augustus 1945.
- Ronald Reagan ( United States Navy): 104.000 ton Nimitzklasse kernaangedreven supercarrier in actieve dienst sinds 12 juli 2003.
- Rouen (1912) (koopvaarder omgebouwd tot watervliegtuig carrier) veroverd door Duitsland in de jaren 1940
- Ruler klasse ( Royal Navy): 11.420 ton klasse vliegdekschepen van 24 stuks
- Ryuho ( Japanse Keizerlijke Marine)
- Ryūjō ( Japanse Keizerlijke Marine)

## S
- Saipan ( United States Navy): Saipan klasse licht vliegdekschip in dienst van 1946 tot 1965
- San Jacinto ( United States Navy): Independence klasse licht vliegdekschip in dienst van 1943 tot 1947
- São Paulo ( Braziliaanse marine): Clemenceau klasse vliegdekschip, in dienst sinds 2000
- Saratoga ( United States Navy): Lexingtonklasse vloot vliegdekschip, in dienst van 1927 tot 1946
- Saratoga ( United States Navy): Forrestalklasse supercarrier, in dienst van 1946 tot 1994
- Seydlitz ( Kriegsmarine): omgebouwde Admiral Hipper klasse kruiser, afgeblazen tijdens ombouw in 1943
- Shangri-La ( United States Navy): Ticonderogaklasse vloot vliegdekschip, in dienst van 1944 tot 1971
- Shandong (schip)  Volksbevrijdingsleger Marine vliegdekschip met 70.000 ton deplacement
- Shimane Maru ( Japanse Keizerlijke Marine)
- Shinano ( Japanse Keizerlijke Marine)
- Shinyo ( Japanse Keizerlijke Marine)
- Shōhō ( Japanse Keizerlijke Marine)
- Shōkaku ( Japanse Keizerlijke Marine)
- Sōryū ( Japanse Keizerlijke Marine)
- Sparviero ( Marina Militare): omgebouwd passagiersschip Augustus gezonken tijdens ombouw in 1944
- Surcouf ( Franse marine): vliegtuigdragende onderzeeër in dienst van 1934 tot 1942
- Sydney ( Royal Australian Navy): Majestic klasse vliegdekschip in dienst van 1948 tot 1973

## T
- Taihō ( Japanse Keizerlijke Marine)
- Taiyō ( Japanse Keizerlijke Marine)
- Tarawa ( United States Navy): Ticonderogaklasse vloot vjliegdekschip in dienst van 1945 tot 1960
- Terrible ( Royal Navy): Majestic klasse vliegdekschip, afgebouwd als HMAS Sydney
- Theodore Roosevelt ( United States Navy): Nimitzklasse kernaangedreven supercarrier in dienst sinds 1986
- Tbilisi ( Marine van de Sovjet-Unie): Originele naam voor de Admiraal Koeznetsov
- Ticonderoga ( United States Navy): Ticonderogaklasse vloot vliegdekschip in dienst van 1944 tot 1973
- Tonnerre ( Franse marine): Mistral klasse amfibisch aanvalsschip
- Type 004 vliegdekschip  Volksbevrijdingsleger Marine supervliegdekschip, wordt met 120.000 ton deplacement het grootste ter wereld.

## U
- United States ( United States Navy): 68.000 ton uniek superzwaar vliegdekschip, neergelegd op 18 april 1949, maar geannuleerd 23 april 1949.
- Unryū ( Japanse Keizerlijke Marine)
- Unyo ( Japanse Keizerlijke Marine)

## V
- Valley Forge ( United States Navy): Ticonderogaklasse vloot vliegdekschip; in dienst van 1946 tot 1970
- Varyag ( Marine van de Sovjet-Unie -  Oekraïense Marine -  Volksbevrijdingsleger Marine): Admiraal Koeznetsov klasse STOBAR vliegdekschip; voormalige Riga; te water gelaten in 1988; later eigendom van Oekraïne en verkocht aan de Volksrepubliek China voor gebruik als drijvend casino en daarheen getransporteerd in 2002, dan in China omgebouwd tot Liaoning (vliegdekschip)
- Veinticinco de Mayo ( Argentijnse marine): Colossus klasse licht vliegdekschip in dienst van 1968 tot 1997
- Vengeance ( Royal Navy -  Royal Australian Navy): Colossus klasse licht vliegdekschip in dienst van 1945 tot 1955
- Verdun ( Franse marine): geplande aanvalsvliegdekschip, geannuleerd tijdens ontwikkeling in 1961
- Vikramaditya ( Indiase Marine): Voormalige Admiraal Gorshkov in dienst gesteld in 2013
- Vikrant ( Indiase Marine): voormalige HMS Hercules; in dienst van 1957 tot 1997 voor preservatie in een museum in Mumbai.
- Vikrant (Indigenous Aircraft Carrier (Project 71) ( Indiase Marine): 37.500 ton vliegdekschip in dienst sinds 2 september 2022.
- Vindex ( Royal Navy)
- Viraat ( Indiase Marine): voormalige HMS Hermes; gekocht in 1986, uit dienst sinds 23 juli 2016
- Vittorio Veneto (schip) Italiaans moederschip voor helikopters

## W
- HMCS Warrior ( Royal Canadian Navy): (1944) - terug naar Groot-Brittannië 1948, verkocht aan Argentinië in 1958 en herdoopt tot Independencia, buiten dienst in 1971
- Wasp ( United States Navy): 14.700 ton uniek vliegdekschip, in dienst vanaf 25 mei 1940 en gezonken op 15 september 1942.
- Wasp ( United States Navy): 27.100 ton Essexklasse vloot vliegdekschip, in dienst van 24 november 1943 tot 1 juli 1972.
- Wright ( United States Navy): 14.500 ton Saipan klasse licht vliegdekschip, in dienst van 9 februari 1947 tot 27 mei 1970.
- Wolverine ( United States Navy): 7.200 ton uniek vliegdekschip, in dienst van 12 augustus 1942 tot 1945.

## Y
- Yamashiro Maru ( Japanse Keizerlijke Marine)
- Yorktown (CV-5) ( United States Navy): 19.900 ton Yorktown klasse vliegdekschip, in dienst van 30 september 1937 en gezonken op 7 juni 1942.
- Yorktown (CV-10) ( United States Navy): 27.500 ton Essexklasse vliegdekschip, in dienst van 15 april 1943 tot 27 juni 1970, museumschip

## Z
- Zuihō ( Japanse Keizerlijke Marine): gezonken in 1944.
- Zuikaku ( Japanse Keizerlijke Marine): gezonken in 1944.

## Fictief
- USS Bennington - CVN-78 - JAG
- USS Thomas Jefferson - in Nimitzklasse door Patrick Robinson